# Frengers
Frengers, eller Frengers - Not Quite Friends, Not Quite Strangers, är det danska rockbandet Mews tredje album, med vilket de slog igenom på allvar. Albumet släpptes 2003. 
Flera av spåren var nyinspelade versioner av låtar tidigare utgivna på bandets två första album, A Triumph for Man och Half the World is Watching Me. Sångerskan Stina Nordenstam medverkar på låten "Her Voice Is Beyond Her Years".

## Låtlista
1. "Am I Wry? No" - 4:57
2. "156" - 4:57
3. "Snow Brigade" - 4:25
4. "Symmetry" - 5:42
5. "Behind the Drapes" - 3:42
6. "Her Voice Is Beyond Her Years" - 2:51
7. "Eight Flew Over, One Was Destroyed" - 4:50
8. "She Came Home for Christmas" - 3:57
9. "She Spider" - 4:47
10. "Comforting Sounds" - 8:53